# 延龙高速公路

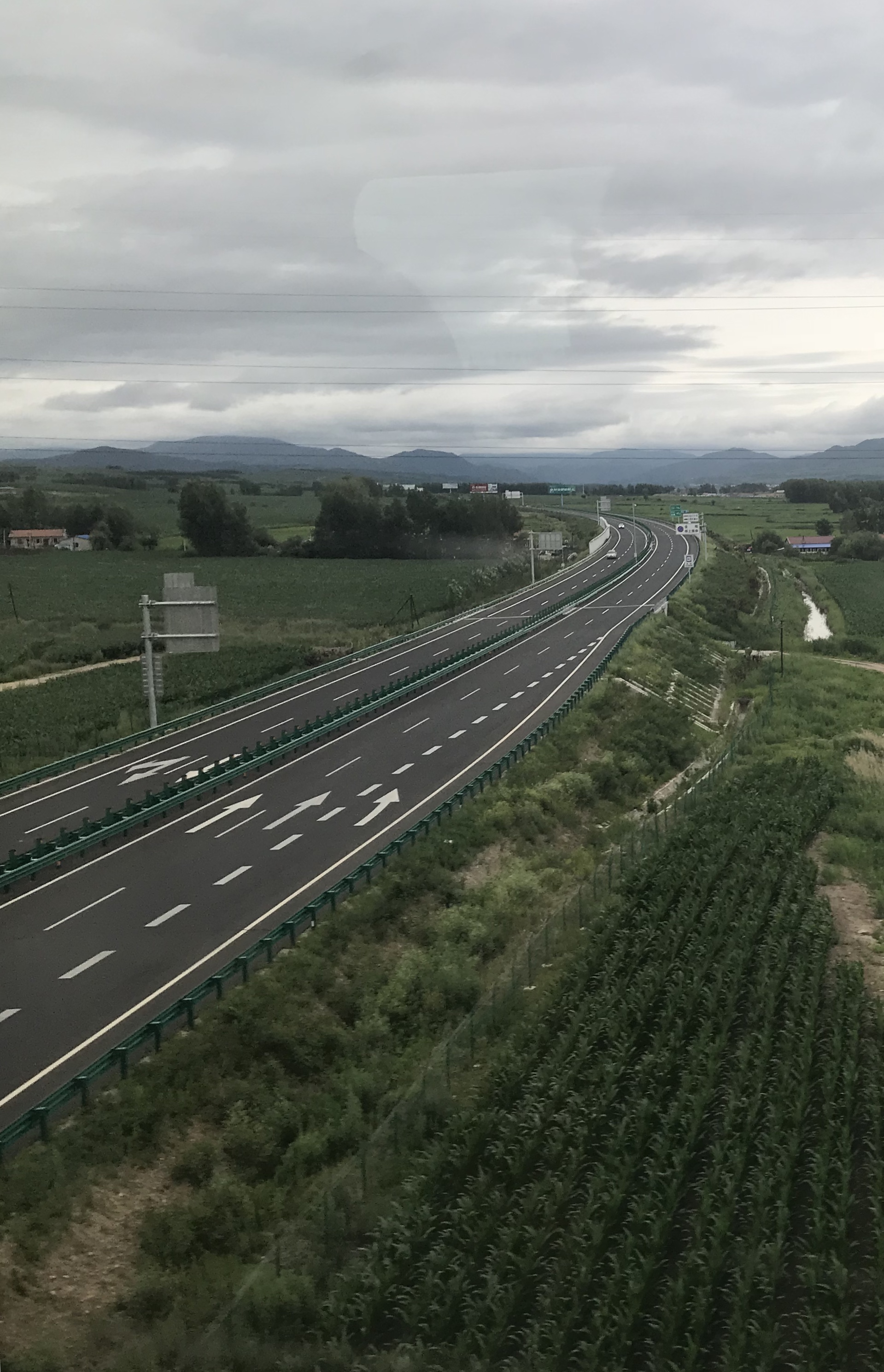
延龙高速公路

延吉—龙井高速公路，简称延龙高速，是一条于2016年10月31日上午11时正式通车的吉林省省级高速公路，起点在吉林省延边朝鲜族自治州延吉市八道村，终点在吉林省延边朝鲜族自治州龙井市西郊。已通段全长约33 km。

## 收费站站名变更
由于延吉至龙井高速公路于2016年10月31日上午11时正式通车，根据吉林省交通运输厅的意见，按照吉林省交通规划设计院的调整方案，将延吉市周边的高速公路出入口名称进行了调整。
| 原名称 | 新名称 | 备注               |
| ------ | ------ | ------------------ |
| 延吉   | 延吉北 | 位于G12珲乌高速    |
| 延吉西 | 八道   | 位于G12珲乌高速    |
| -      | 延吉西 | 新建，位于延龙高速 |